# Chūyō
Die Chūyō (japanisch 冲鷹 ‚Aufsteigender Falke‘) war einer von fünf Geleitflugzeugträgern der Kaiserlich Japanischen Marine, die im Pazifikkrieg zum Einsatz kamen. Sie gehörte mit der Taiyō und der Un’yō zur Taiyō-Klasse, die aus umgebauten Kombifrachtern bestand, hier der Nitta Maru.

## Bau und Umbau

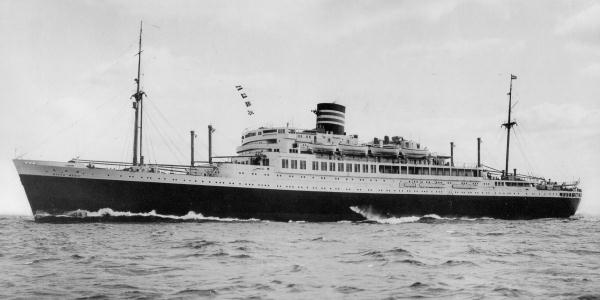
Nitta Maru

Die Nitta Maru (新田丸) war ein Kombifrachter der Schifffahrtsgesellschaft Nippon Yūsen. Auf Kiel gelegt wurde sie im Mai 1938 in der Mitsubishi-Werft in Nagasaki, wo sie im Mai 1939 vom Stapel gelassen und im März 1940 in Dienst gestellt wurde. Im Februar 1941 wurde sie zum Transport von Militärgütern und Personal beschlagnahmt. Sie führte mehrere solcher Fahrten durch, unter anderem den Transport von amerikanischen Kriegsgefangenen von Wake in das Japanische Kaiserreich. Dabei sollen fünf Amerikaner kielgeholt und enthauptet worden sein.
Nach der Schlacht um Midway wurde beschlossen, das Schiff zu einem Geleitflugzeugträger umzubauen. Der Umbau erfolgte in der Marinewerft Kure zwischen dem 20. August und dem 25. November 1942. Ihr neuer Name wurde Chūyō.
Ihr Flugdeck maß 150 m × 23 m mit zwei Aufzügen. Sie besaß keine Startkatapulte oder Fangeinrichtungen zum Landen.
Wie bei allen japanischen Geleitträgern konnten auf der Chūyō nur Flugzeuge starten, aber aufgrund des sehr kurzen Flugdecks war keine Landemöglichkeit gegeben. Wie alle japanischen Geleitträger diente das Schiff nur zum Transport von Flugzeugen und Material und zur Pilotenausbildung.

## Einsatzgeschichte
Die Chūyō wurde hauptsächlich zur Flugausbildung und zum Flugzeugtransport eingesetzt. Sie fuhr oft im Verband mit ihren Schwesterschiffen Taiyō und Un’yō.
Am 4. Dezember fuhren die Chūyō und die Un’yō von Truk nach Yokosuka, an Bord Gefangene des U-Bootes Sculpin, als die Chūyō nahe Hachijo von einem Torpedo getroffen wurde, der vom U-Boot Sailfish abgeschossen worden war. In den nächsten Stunden griff das U-Boot den beschädigten Träger noch zwei weitere Male an. Nach vier oder fünf Torpedotreffern sank die Chūyō sehr schnell. Es gab ca. 1250 Tote, darunter 20 der 21 an Bord befindlichen Kriegsgefangenen.

## Liste der militärischen Kommandanten
| Nr. | Name                                           | Beginn der Amtszeit | Ende der Amtszeit  | Bemerkungen                                       |
| --- | ---------------------------------------------- | ------------------- | ------------------ | ------------------------------------------------- |
| 1.  | Kapitän zur See Shizue Ishii (石井 芸江)       | 25. November 1942   | 1. Februar 1943    | seit 20. August 1942 mit der Baubelehrung betraut |
| 2.  | Kapitän zur See Yoshirō Katō (加藤 与四郎)     | 1. Februar 1943     | 27. September 1943 |                                                   |
| 3.  | Kapitän zur See Tomesaburō Ōkura (大倉 留三郎) | 27. September 1943  | 4. Dezember 1943   |                                                   |